# Družstevná pri Hornáde
Družstevná pri Hornáde (e néven Sároskisfalu (Malá Vieska) és Tapolcsány (Tepličany) községeket egyesítették) község Szlovákiában, a Kassai kerület Kassa-környéki járásában.

## Fekvése
Kassa központjától 9 km-re északra, a Hernád bal partján fekszik.

## Története
A hozzá tartozó Sároskisfalu első írásos említése 1423-ban „Wyfalw” alakban történik. Kisfalu néven 1429-ben szerepel először „Kysflaw” alakban. Neve alapján ekkor még bizonyára magyarok lakták. 1773-ban már tót faluként említik. 
Tapolcsány 1423-ban „Tapliczan” alakban szerepel először oklevélben.
A trianoni diktátumig mindkettő község Sáros vármegye Lemesi járásához tartozott.
Hernádszentistvánt, Sároskisfalut és Tapolcsányt 1960-ban Družstevná pri Hornáde néven egyesítették. 2003-ban Hernádszentistván kivált a településből.

## Népessége
| Év:            | 1994. | 2004.    | 2014.    | 2024.   |
| -------------- | ----- | -------- | -------- | ------- |
| Emberek száma: | 3021  | 2177     | 2678     | 2852    |
| Eltérés:       |       | -27,93 % | +23,01 % | +6,49 % |

| Év:            | 2023. | 2024.   |
| -------------- | ----- | ------- |
| Emberek száma: | 2804  | 2852    |
| Eltérés:       |       | +1,71 % |

Sároskisfalunak 1880-ban 508 lakosából 452 szlovák anyanyelvű volt.
Sároskisfalunak 1890-ben 462 lakosából 446 szlovák és 2 magyar anyanyelvű volt.
Sároskisfalunak 1900-ban 505 lakosából 460 szlovák és 12 magyar anyanyelvű volt.
Sároskisfalunak 1910-ben 482 lakosából 419 szlovák és 16 magyar anyanyelvű volt.
Sároskisfalunak 1921-ben 507 lakosából 464 csehszlovák és 5 magyar volt.
Sároskisfalunak 1930-ban 689 lakosából 675 csehszlovák és 8 magyar volt.
2001-ben 3238 lakosából 3088 szlovák, 91 cigány és 5 magyar volt.
2011-ben 2532 lakosából 2093 szlovák, 257 cigány és 4 magyar volt.

## Híres személyek
- Tapolcsányban született Eckfeld Baruch rabbi.

## Lásd még
- Sároskisfalu
- Tapolcsány